# Madhuca neriifolia
Madhuca neriifolia är en tvåhjärtbladig växtart som först beskrevs av Alexander Moon, och fick sitt nu gällande namn av Herman Johannes Lam. Madhuca neriifolia ingår i släktet Madhuca och familjen Sapotaceae. IUCN kategoriserar arten globalt som starkt hotad. Inga underarter finns listade i Catalogue of Life.

## Bildgalleri

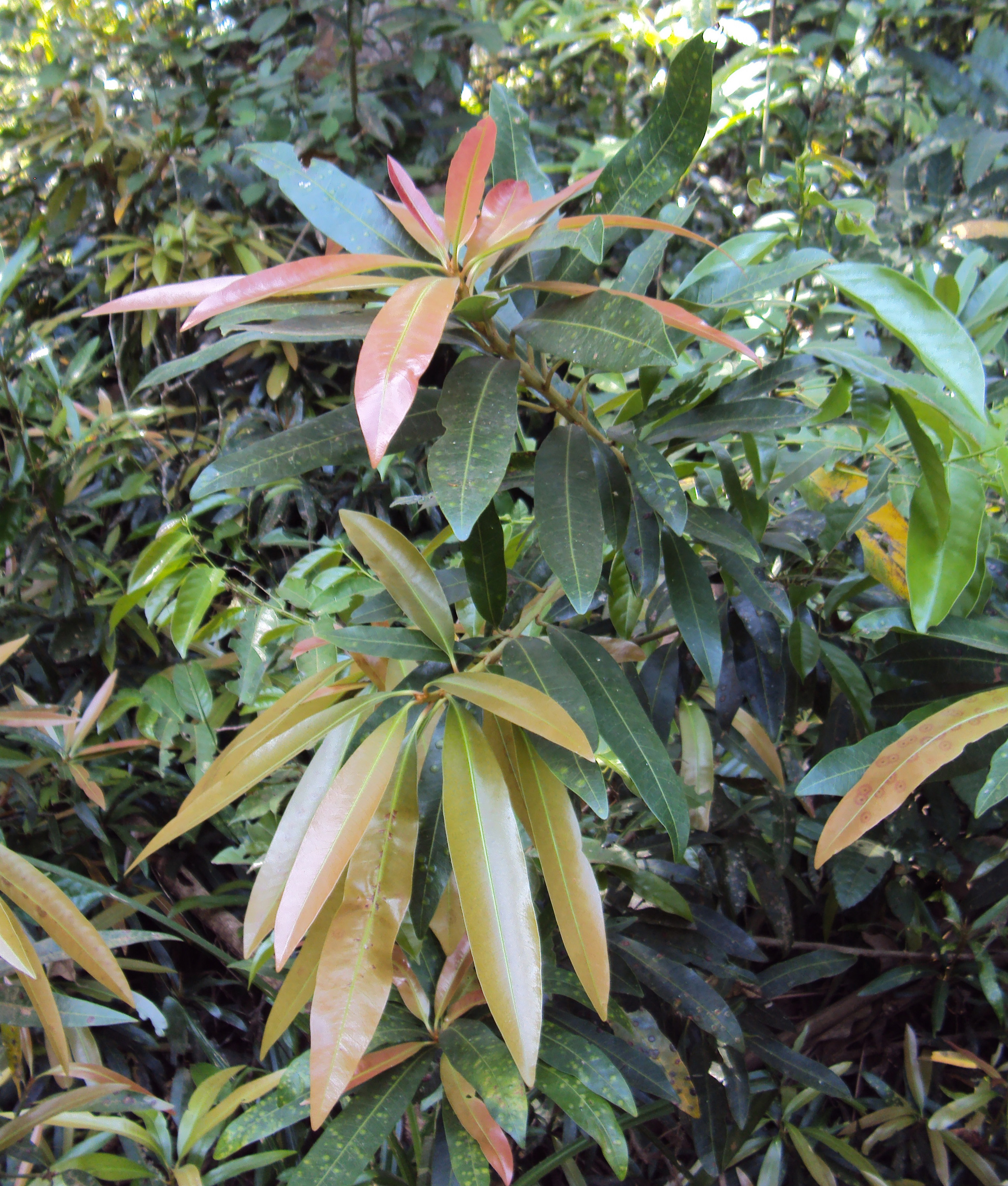
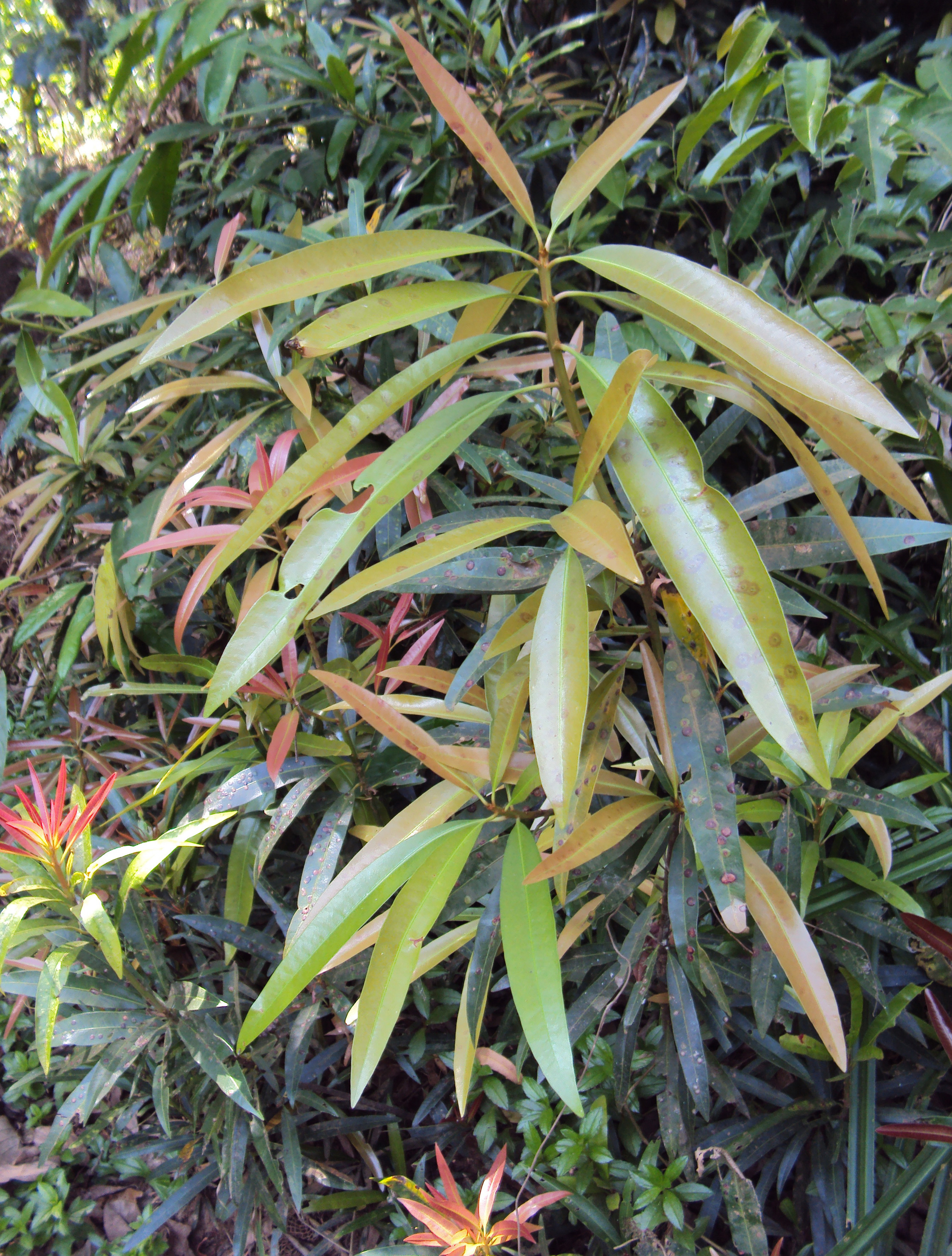
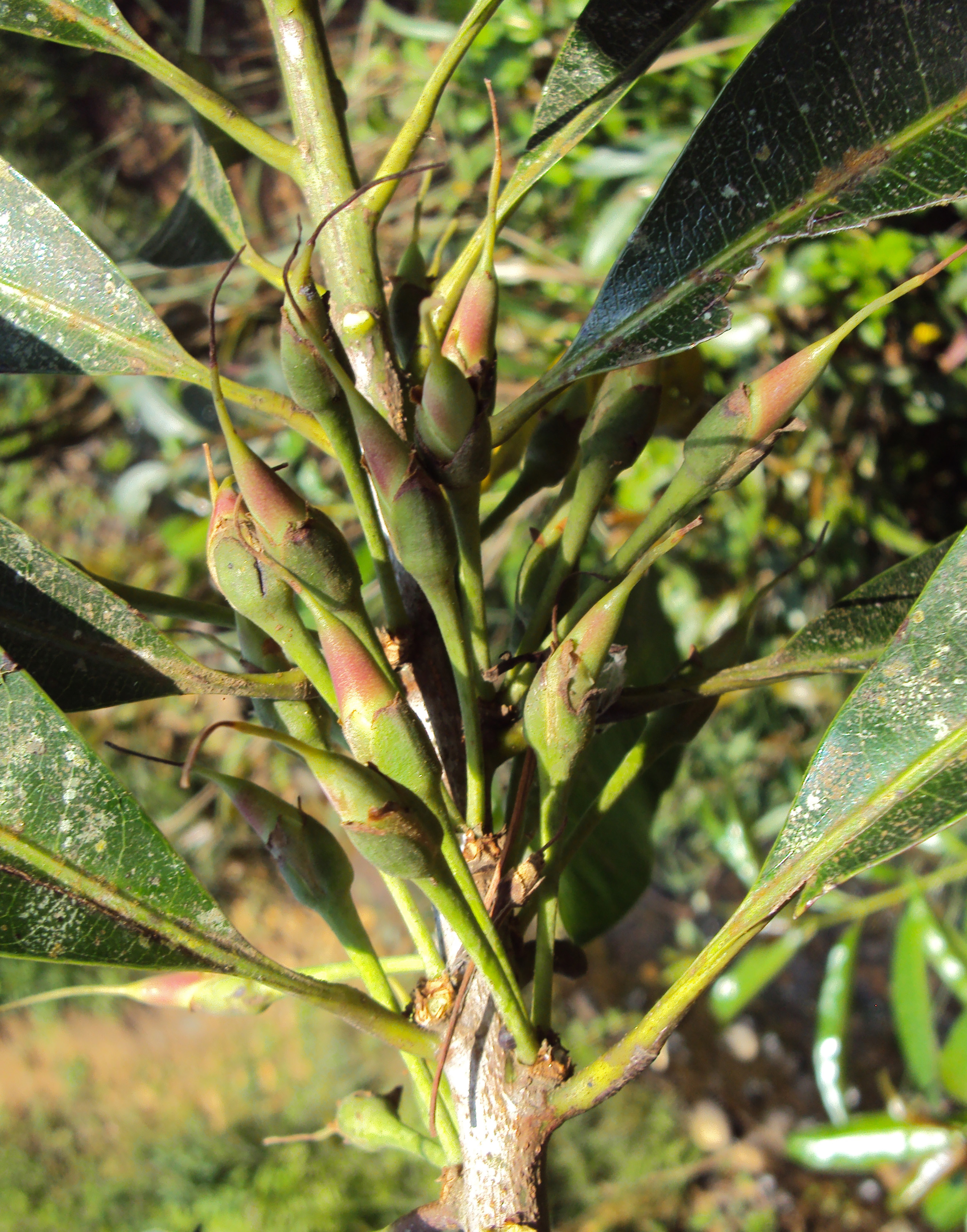
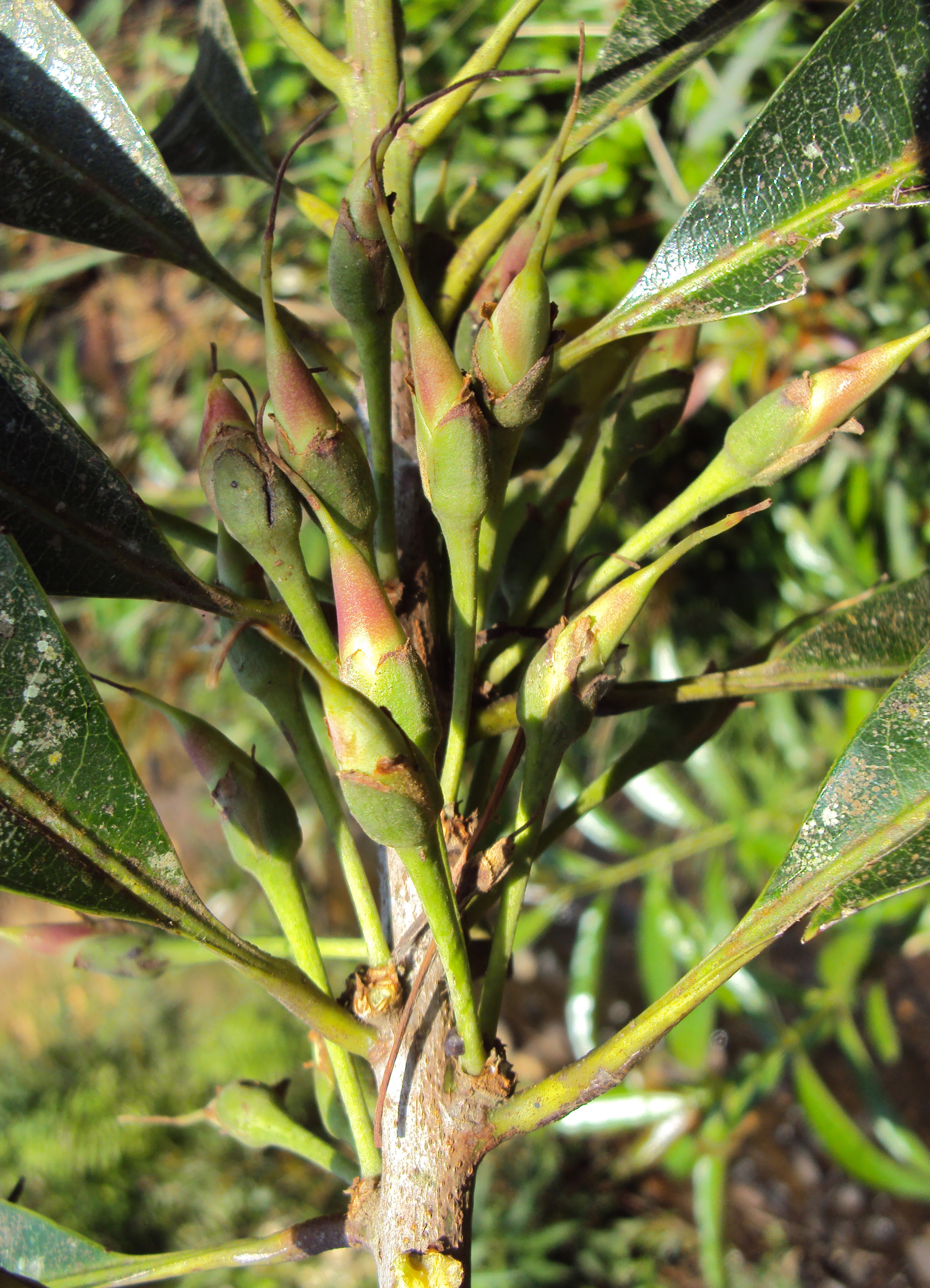
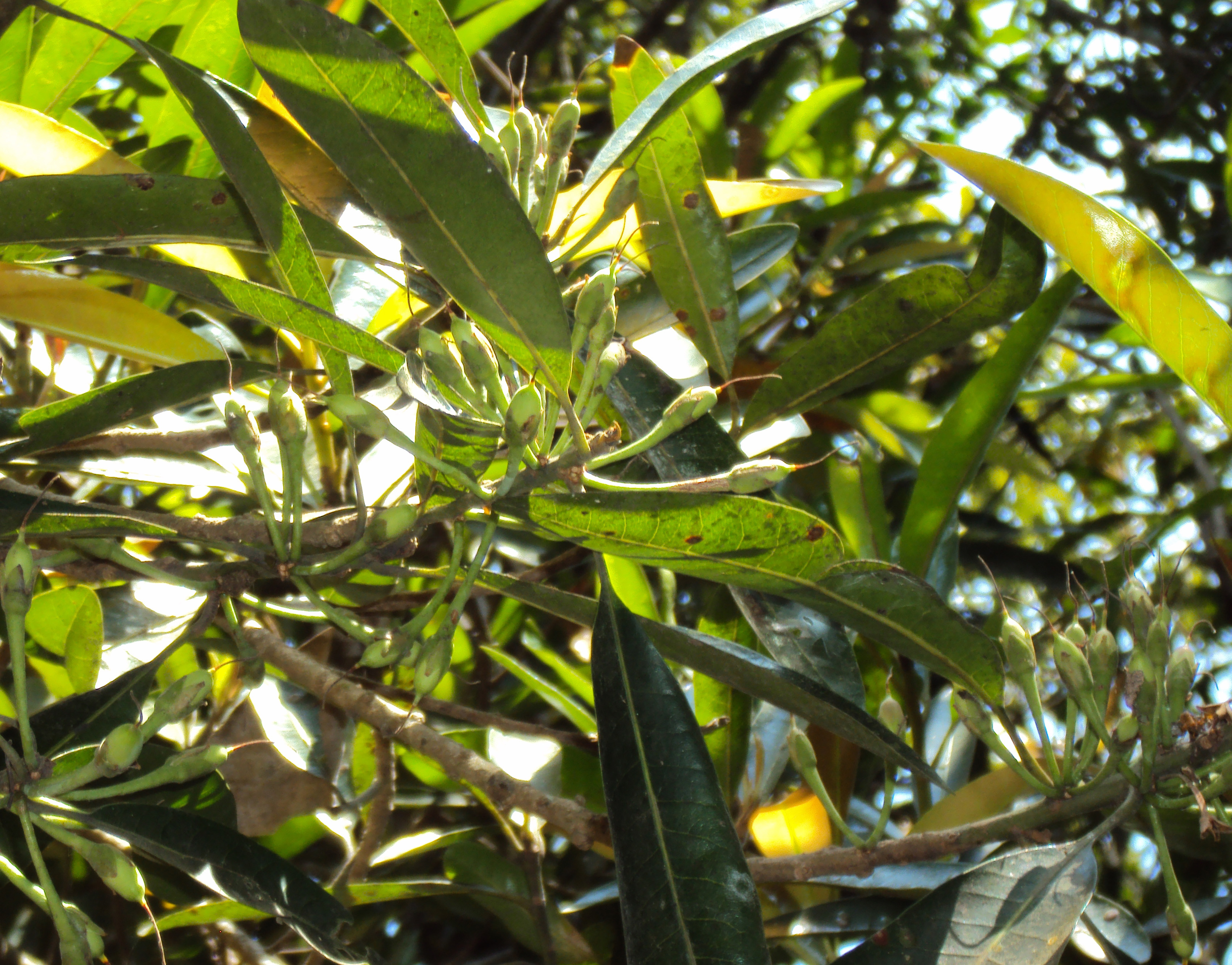
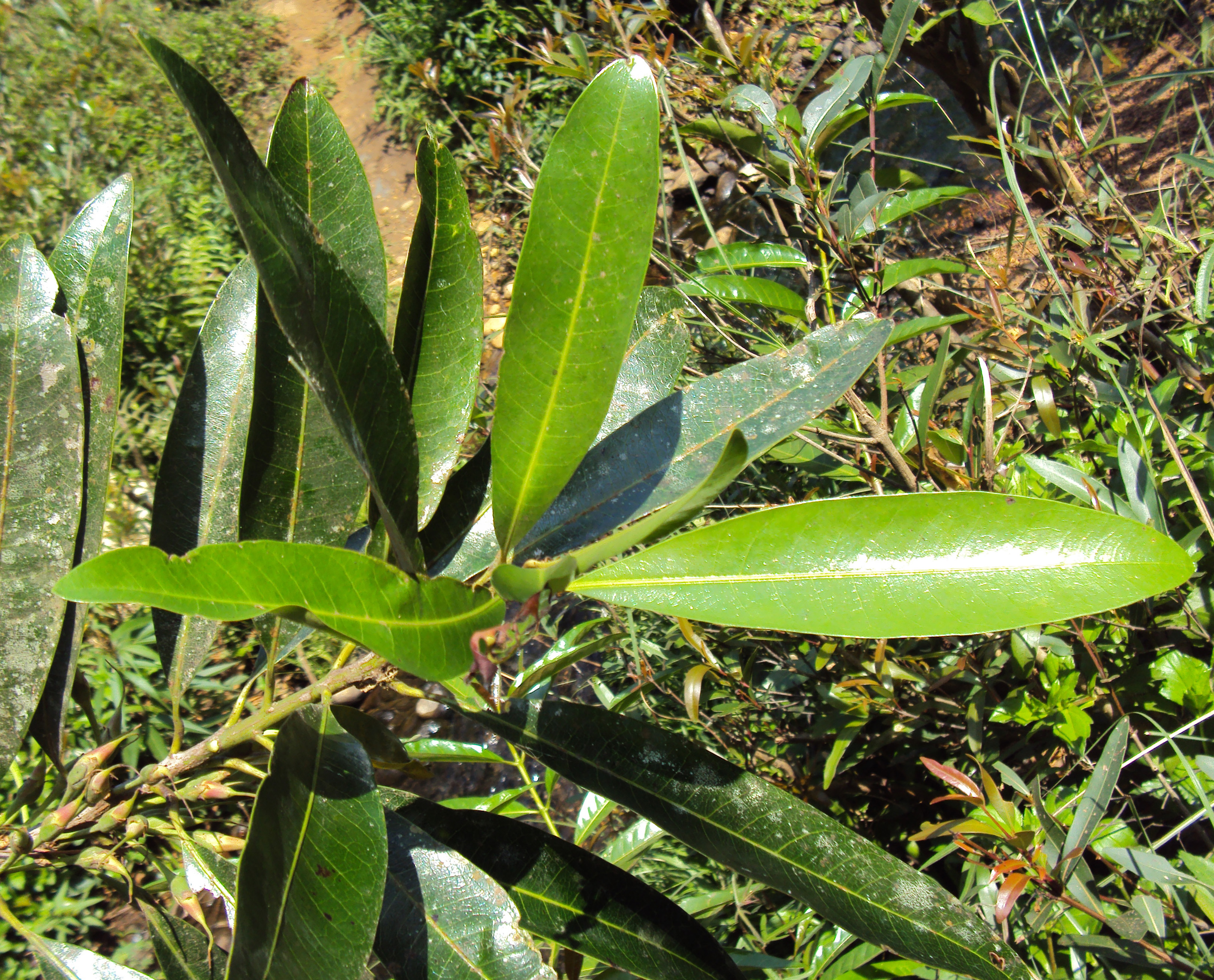